# Wolves in Wolves' Clothing
Wolves in Wolves' Clothing es el décimo álbum de estudio de NOFX. Fue grabado en los Motor Studios, San Francisco, California y distribuido por Fat Wreck Chords. Es el primer disco que Ryan Greene no produce en 12 años, siendo sustituido por Bill Stevenson y Jason Livermore.
Como dato curioso, es la primera vez en 17 años que NOFX no daba el título del disco a una canción (la última vez fue en 1989 con S&M Airlines). El Hefe canta en español la canción "Cantado en Español".

## Listado de canciones
1. "60%" – 2:25
2. "USA-holes" – 2:14
3. "Seeing Double At The Triple Rock" – 2:09
4. "We March to the Beat of Indifferent Drum" – 2:38
5. "The Marxist Brothers" – 2:47
6. "The Man I Killed" – 1:18
7. "Benny Got Blowed Up" – 1:05
8. "Leaving Jesusland" – 2:54
9. "Getting High On The Down Low" – 1:13
10. "Cool and Unusual Punishment" – 2:05
11. "Wolves in Wolves' Clothing" – 1:57
12. "Cantado en Español" – 1:26
13. "100 Times Fuckeder" – 1:57
14. "Instant Crassic" – 0:34
15. "You Will Lose Faith" – 2:31
16. "One Celled Creature" – 1:31
17. "Doornails" – 2:14
18. "60% (Reprise)" – 1:54
19. [Untitled] – 11:29

- Datos: Q2299643